# Amphibromus
Amphibromus là một chi thực vật có hoa trong họ Hòa thảo (Poaceae).

## Loài
Chi Amphibromus gồm các loài: